# Velegeziti
Velegeziti (starořecky Βελεγεζίται, Belegezitai) byl jihoslovanský kmen, který žil v raném středověku v oblasti Thesálie. Jsou jedním ze slovanských kmenů uvedených v Zázracích svatého Demetria.

## Osídlení
Podle Zázraků svatého Demetria se usadili v okolí Demetriady a Fthiotských Théb na severním pobřeží Pagasitického zálivu. Stejná oblast se v chrysobuli z roku 1198 udělující privilegia Benátské republice a ve smlouvě Partitio Romaniae z roku 1204 stále nazývala Velechatovia (starořecky Βελεχατουΐα) nebo Velechativa. V té době tvořila císařskou episkepsi (fiskální okres). Pozdější pojmenování „země Levachatů“ ze 13. a 14. století (starořecky γῆ τῶν Λεβαχάτων) a název vesnice Levache (Λεβάχη), obojí na katastru kláštera Lykousada, byly také pravděpodobně odvozeny ze stejné lokality.
Oblast Belzetia, která se také nacházela v Řecku a je kolem roku 799 zmiňována jako území pod vládou archonta Akamera, s největší pravděpodobností nepochází od Velegezitů, ale spíše od příbuzného slovanského kmene Berzitů. 

## Dějiny

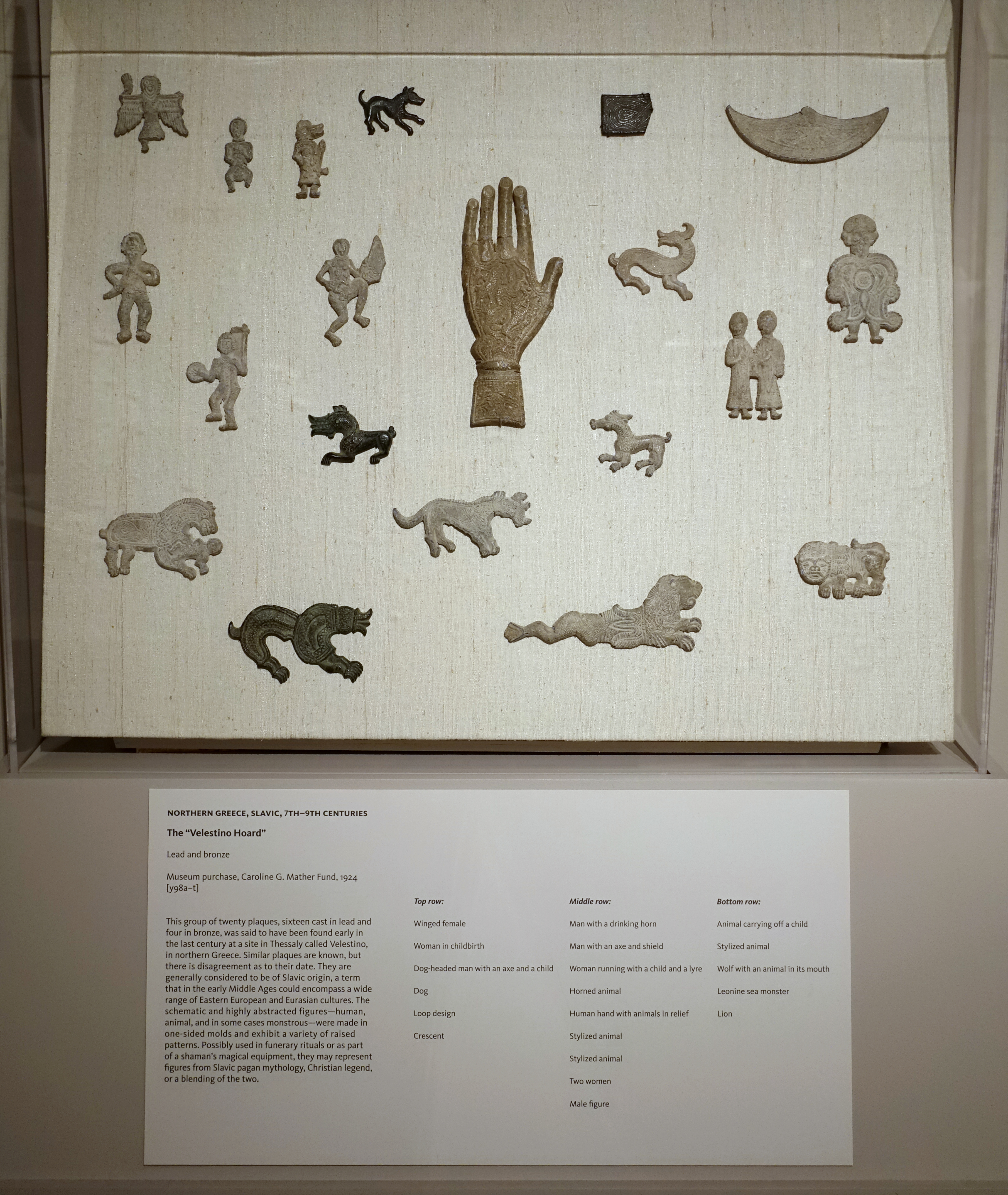
Bronzové figurky z pokladu objeveného ve vesnici Velestino v Thesálii ve 20. letech 20. století a pocházející již ze 7. století našeho letopočtu. Nálezy jsou spojovány se slovanským kmenem Velegezitů.

Poté, co se kmen usadil v oblasti Thesálie, nasměroval v letech 670–80 své ekonomické aktivity k obchodu s byzantským městem Soluní. Když bylo město koncem 7. století obléháno Sagudaty, Draguvity a dalšími kmeny, vůdci Velegezitů naopak poskytli obleženému obyvatelstvu zásoby. Ve stejném období spolu s dalšími kmeny pomocí ozbrojených monoxylů drancovali pobřeží Thesálie. Jedním z vůdců kmene na konci 7. století byl Tihomir, jehož jméno bylo nalezeno na artefaktech ze stejného období. Náboženské stavby budované v Thesálii od 8. století po taženích byzantského císaře Nikefora I. proti Slovanům v této oblasti měly podporovat christianizaci kmene.